# Charlie Chan
Charlie Chan è un personaggio immaginario protagonista di una serie di sei romanzi polizieschi dello scrittore Earl Derr Biggers e, in seguito, di una lunga serie di lungometraggi cinematografici prodotta durante la prima metà del XX secolo; esordì nel romanzo Charlie Chan e la casa senza chiavi del 1925. Ne venne realizzata anche una serie a fumetti negli anni quaranta pubblicata negli Stati Uniti d'America.

## Il personaggio
Earl Derr Biggers aveva preso ispirazione nel creare il carattere del personaggio nel 1919 leggendo un articolo di giornale in cui si parlava di un poliziotto di nome Chang Apana.
Charlie Chan è nato a Canton, in Cina, nella prima metà del 1875. Adolescente, si trasferisce con i genitori a Honolulu (e precisamente sull'isola hawaiana di Oahu) dove inizia a studiare l'inglese sebbene il suo spiccato accento cinese gli permarrà per il resto della vita.
Ancora giovane Charlie lavora come cameriere per Sally Jordan, una donna della buona società hawaiana che lo alleva sotto la propria ala e della quale lo stesso Chan conserverà sempre un ottimo ricordo ("una donna la cui gentilezza sopravviverà mentre la vita scorrerà via"). Abbandonato il posto di lavoro, Chan entrerà a far parte del dipartimento di polizia di Honolulu occupandosi della chinatown della capitale. In breve tempo, il suo acume lo porta a fare carriera giungendo al grado di detective-sergente ed infine a quello di ispettore.
Nel 1912 Charlie sposa quella che poi sarà la madre dei suoi quattordici figli e la coppia va ad abitare in una tipica casa hawaiana alle pendici di Punchbowl Hill. Alla fine del 1912 nasce il primo figlio maschio di Chan, Henry Oswald Lee Chan (poi noto col solo nome di Lee).
Le grandi doti di detective di Charlie Chan gli assicurano successi anche al di fuori delle Hawaii portandolo nel 1928 a San Francisco ove viene coinvolto nella soluzione di un caso di omicidio e dove ha l'occasione di incontrare l'ispettore Duff di Scotland Yard che diverrà uno dei suoi migliori amici.
La sua fama lo porta anche oltreoceano lavorando in Francia come membro dell'Intelligence Service americana durante la prima guerra mondiale, giungendo poi sino alla partecipazione come ospite alle olimpiadi di Berlino del 1936.
Nel 1942, mentre gli Stati Uniti sono impegnati nel secondo conflitto mondiale, Charlie Chan abbandona il proprio incarico presso la polizia di Honolulu. Dal 1944 lavora come agente presso il servizio segreto degli Stati Uniti a Washington D.C. col quale continuerà a collaborare sino al 1947, tenendolo per più di un anno lontano dalla sua famiglia che è rimasta a Honolulu. Sono questi anni difficili per Chan il quale perde dapprima la moglie e poi il figlio terzogenito Tommy che muore proprio nel 1947.
Ormai prossimo al pensionamento, Charlie Chan torna a San Francisco, città ove ha conseguito i maggiori successi. Nel 1949, a quasi settant'anni, ha in progetto un viaggio in Inghilterra per lavoro ma Scotland Yard gli consiglia di ritirarsi in una meritata pensione. Egli fa dunque ritorno ad Honolulu in aereo, trovando un mondo cambiato da quando aveva lasciato la città.
Sul finire degli anni cinquanta, a ottant'anni, compie un giro del mondo accompagnato dal figlio primogenito col quale ormai collabora alla soluzione di altri piccoli casi. Tornato a casa finalmente si dedica alla sua accresciuta famiglia accudendo i numerosi nipoti.

### Versione cinematografica
Il personaggio di Charlie Chan nacque nel romanzo Charlie Chan e la casa senza chiavi (The House Without a Key, 1925). Nel 1926 iniziò la serie cinematografica omonima che divenne popolare con l'interpretazione di Warner Oland tanto da sopravvivere alla morte di Biggers (1933).
Morto Oland, la serie continuò con Sidney Toler che interpretò altri 22 film. Nel 1947, anno della sua morte, la Monogram ne produsse altri sei (1947-49) interpretati da Roland Winters.

### I sette fiori
Charlie Chan era capace di risolvere qualsiasi mistero ricorrendo ai suoi «sette fiori»
1. cortesia;
2. umorismo;
3. pazienza;
4. lentezza;
5. rassegnazione;
6. umiltà;
7. prudenza.

### La famiglia di Charlie Chan
La famiglia di Charlie Chan è numerosissima, la prima apparizione di un suo figlio si ha nel film La crociera del delitto (Charlie Chan Carries On, 1931) in cui suo figlio si chiama Henry Chan, ma, come vedremo, non sarà lui il figlio numero uno della serie. Quindi nel film Charlie Chan's Greatest Case (idem, 1933) compare Oswald Chan, ma anche lui non sarà il figlio numero due della serie. Si arriverà a vedere sullo schermo contemporaneamente fino a 12 suoi figli in Il terrore del circo (Charlie Chan at the Circus, 1936)
I figli
Ecco l'elenco completo dei figli e delle figlie di Charlie Chan secondo i romanzi forniti dall'autore, con date di nascita e morte ove forniti. La numerazione dei figli nelle versioni cinematografiche dei racconti di Chan è abbastanza confusa in quanto alcune numerazioni dei figli cambiano da film a film.
- Figlio numero uno è Lee Chan (1912, Honolulu - ?) reso popolare dall'attore Keye Luke, prima apparizione L'uomo dai due volti (Charlie Chan in Paris, 1935); negli anni sessanta la parte venne offerta a Bruce Lee, in previsione di un sequel della serie, ma Lee vi rinunciò per prendere parte alla serie televisiva Il Calabrone Verde.[4]
- Figlio numero due (1918, Honolulu - ?) è Jimmy Chan, l'attore Victor Sen Yung, prima apparizione in Charlie Chan in Honolulu (1935)
- Figlio numero tre è Tommy Chan (1924, Honolulu - 1947)
- Figlio numero quattro è Eddie Chan (1925, Honolulu - ?)
- Figlio numero cinque è Charlie Chan Jr. (primavera 1928, Honolulu - ?)
- Figlio numero sei è il bambino Willie Chan (primavera 1929, Honolulu - ?), che appare in Charlie Chan e la crociera del terrore (Charlie Chan's Murder Cruise, 1940)
- Figlio numero sette è solamente figlio numero sette (1937, Honolulu - ?) in Charlie Chan in Honolulu (1938)
- Figlia numero uno è Ling Rose Chan (1913, Honolulu - ?) in Il cammello nero (The Black Camel, 1931)
- Figlia numero due è solamente figlia numero due in Charlie Chan in Honolulu (1938), è Iris Evelyn (1915, Honolulu) in Charlie Chan in the Secret Service (1944)
- Figlia numero tre è Frances Chan (1923, Honolulu - ?) che appare in Meeting at Midnight
- Figlia numero quattro è solamente figlia numero quattro (1926, Honolulu - ?) in Charlie Chan in Honolulu (1938)
- Figlia numero cinque è solamente figlia numero cinque (1927, Honolulu - ?) in Charlie Chan in Honolulu (1938)
- Figlia numero sei è solamente figlia numero sei (1934, Honolulu - ?) in Charlie Chan in Honolulu (1938)
- Figlia numero sette è solamente figlia numero sette (1940, Honolulu - ?) in Charlie Chan in the Secret Service (1944). Qualcuno ha ritenuto potesse trattarsi anche di un figlio maschio.
- Figlio numero undici è Berry (1928, Honolulu - ?) in Sangue sul grattacielo (Behind that curtain, 1928).

## Trasposizioni in altri media

### Cinema
Il personaggio di Charlie Chan è stato interpretato al cinema in 50 lungometraggi. 22 volte da Sidney Toler tra il 1938 e il 1947, 16 volte da Warner Oland tra il 1931 e il 1937, 6 volte da Roland Winters tra il 1947 e il 1949 e una volta ciascuno da George Kuwa nel 1926, Kamiyama Sojin nel 1928, E.L. Park nel 1929, Manuel Arbó nel 1931, Ross Martin nel 1973 e Peter Ustinov nel 1981.
Interpretato da George Kuwa
- The House Without a Key, regia di Spencer Gordon Bennet (1926), tratto dal romanzo Charlie Chan e la casa senza chiavi (1925) di Earl Derr Biggers

Interpretato da Kamiyama Sojin
- The Chinese Parrot, regia di Paul Leni (1928), tratto dal romanzo Charlie Chan e il pappagallo cinese

Interpretato da E.L. Park
- Behind That Curtain, regia di Irving Cummings (1929)

Interpretato da
- Eran trece, regia di David Howard (1931)

Interpretato da Warner Oland
Pur essendo svedese di origine (vero nome Werner Ölund), l'attore Warner Oland fu scelto per la sua notevole somiglianza con il personaggio creato dal marito, proprio dalla signora Derr Biggers. È indubbio che Oland fu il miglior interprete di Charlie Chan e quello che consentì al personaggio di assurgere al successo popolare.
- La crociera del delitto (Charlie Chan Carries On), regia di Hamilton MacFadden (1931)
- Il cammello nero (The Black Camel), regia di Hamilton MacFadden (1931)
- Charlie Chan's Chance, regia di John G. Blystone (1932), film perduto tratto dal romanzo Sangue sul grattacielo
- Charlie Chan's Greatest Case, regia di Hamilton MacFadden (1933), film perduto
- Charlie Chan's Courage, regia di Eugene Forde e George Hadden (1934), film perduto di cui è sopravvissuta la sceneggiatura originale
- Il nemico invisibile (Charlie Chan in London), regia di Eugene Forde (1934)
- L'uomo dai due volti (Charlie Chan in Paris), regia di Hamilton MacFadden e Lewis Seiler (1935), nel film appare per la prima volta Lee, il figlio numero uno interpretato dall'attore Keye Luke
- Il segreto delle piramidi (Charlie Chan in Egypt), regia di Louis King (1935)
- L'artiglio giallo (Charlie Chan in Shanghai), regia di James Tinling (1935)
- L'ora che uccide (Charlie Chan's Secret), regia di Gordon Wiles (1936)
- Il terrore del circo (Charlie Chan at the Circus), regia di Harry Lachman (1936)
- La freccia avvelenata (Charlie Chan at the Race Track), regia di H. Bruce Humberstone (1936)
- Il pugnale scomparso (Charlie Chan at the Opera), regia di H. Bruce Humberstone (1936)
- Charlie Chan alle Olimpiadi (Charlie Chan at the Olympics), regia di H. Bruce Humberstone (1937)
- Mezzanotte a Broadway (Charlie Chan on Broadway), regia di Eugene Forde (1937)
- La valigia dei venti milioni (Charlie Chan at Monte Carlo), regia di Eugene Forde (1937)

Interpretato da Sidney Toler
Nonostante la morte di Oland, avvenuta nel 1937, la 20th Century Fox non interruppe le avventure di Charlie Chan e decise di continuare a produrre la serie (sempre con film di durata inferiore ai 75 minuti). Scritturò l'attore Sidney Toler al quale affiancò l'attore di origini cinesi Victor Sen Yung affidandogli il ruolo di Jimmy Chan (figlio numero due).
- Charlie Chan a Honolulu (Charlie Chan in Honolulu), regia di H. Bruce Humberstone (1938)
- Charlie Chan a Reno (Charlie Chan in Reno), regia di Norman Foster (1939)
- Charlie Chan nell'isola del tesoro (Charlie Chan at Treasure Island), regia di Norman Foster (1939)
- Charlie Chan e la città al buio (Charlie Chan in City in Darkness), regia di Herbert I. Leeds (1939)
- Charlie Chan a Panama (Charlie Chan in Panama), regia di Eugene Forde (1940)
- Charlie Chan e la crociera del terrore (Charlie Chan's Murder Cruise), regia di Eugene Forde (1940)
- Charlie Chan al museo delle cere (Charlie Chan at the Wax Museum), regia di Lynn Shores (1940)
- Charlie Chan delitto a New York (Murder Over New York), regia di Harry Lachman (1940)
- Charlie Chan e i morti che parlano (Dead Men Tell), regia di Harry Lachman (1941)
- Charlie Chan a Rio (Charlie Chan in Rio), regia di Harry Lachman (1941)
- Charlie Chan e il castello nel deserto (Castle in the Desert), regia di Harry Lachman (1941)
- Charlie Chan in the Secret Service, regia di Phil Rosen (1944)
- The Chinese Cat, regia di Phil Rosen (1944)
- Black Magic a.k.a. Meeting at Midnight, regia di Phil Rosen (1944)
- The Scarlet Clue, regia di Phil Rosen (1945)
- The Jade Mask, regia di Phil Rosen (1945)
- The Shanghai Cobra, regia di Phil Karlson (1945)
- Charlie Chan e il drago rosso (The Red Dragon), regia di Phil Rosen (1945)
- Charlie Chan a Chinatown (Shadows Over Chinatown), regia di Terry O. Morse (1946)
- Charlie Chan e l'alibi oscuro (Dark alibi), regia di Phil Karlson (1946)
- Charlie Chan e il denaro che scotta (Dangerous Money), regia di Terry O. Morse (1946)
- Charlie Chan in trappola (The Trap), regia di Howard Bretherton (1947)

Interpretato da Roland Winters
- L'anello cinese (The Chinese Ring), regia di William Beaudine (1947)
- I docks di New Orleans (Docks of New Orleans), regia di Derwin Abrahams (1948)
- Lo scrigno orientale (The Shanghai Chest), regia di William Beaudine (1948)
- L'occhio d'oro (The Golden Eye), regia di William Beaudine (1948)
- Il serpente piumato (The Feathered Serpent), regia di William Beaudine (1948)
- Il drago volante (The Sky Dragon), regia di Lesley Selander (1949)

Interpretato da Ross Martin
- The Return of Charlie Chan, regia di Daryl Duke (1973)

Interpretato da Peter Ustinov
- Charlie Chan e la maledizione della regina drago (Charlie Chan and the Curse of the Dragon Queen), regia di Clive Donner (1981)

### Fumetti
Negli anni quaranta venne realizzata una trasposizione a fumetti a strisce giornaliere delle storie del personaggio, ideata da Earl Derr Biggers stesso e realizzata da Alfred Andriola dal 1938 al 1942 per il Mc Naught Syndicate. Il personaggio venne caratterizzato ispirandosi alla versione di Warner Oland. Alla fine degli anni quaranta venne prodotta dalla Prize Publications anche una prima serie a fumetti in formato comic book, realizzata da Joe Simon e Jack Kirby dal 1948 al 1949; dal 1955 al 1959 ne venne realizzata una seconda pubblicata dalla Charlton Comics, poi dalla National e dal 1965 al 1966 dalla Dell. La serie a strisce degli anni trenta venne pubblicata anche in Italia negli anni quaranta, settanta e ottanta da vari editori.

### Televisione
- Le avventure di Charlie Chan (The New Adventures of Charlie Chan) – serie televisiva (1957-1958)
- Il clan di Charlie Chan (The Amazing Chan and the Chan Clan) – serie animata (1972)

## Citazioni e omaggi
- Una parodia del personaggio è rappresentato nel film del 1976 Invito a cena con delitto interpretato da Peter Sellers.

- È stato citato nel gioco Mafia 2 Da Joe Barbaro

- È stato citato nella canzone Brass monkey dei Beastie Boys.